# Pilori de Maubeuge
Le pilori de Maubeuge est un pilori disparu, anciennement situé à Maubeuge dans le département du Nord. L'obélisque dénommé pilori est classé au titre des monuments historiques par arrêté du 9 janvier 1922.
Après sa destruction en plusieurs morceaux, les restes sont conservés au musée de Maubeuge.